# Viscum menyharthii
Viscum menyharthii är en sandelträdsväxtart som beskrevs av Engl. & Schinz. Viscum menyharthii ingår i släktet mistlar, och familjen sandelträdsväxter. Inga underarter finns listade i Catalogue of Life.